# Garnisonssjukhuset i Boden
Garnisonssjukhuset i Boden, även kallat Garnis, var ett militärsjukhus inom svenska armén som verkade i olika former åren 1923–1958. Sjukhuset var beläget i Bodens garnison, Boden.

## Historik
Garnisonssjukhuset i Boden tillkom 1911, men var redan planerat 1904. År 1913 öppnades ett epidemisjukhus vid sjukhuset. Från 1924 öppnades sjukhuset för civil sjukvård och hade 140 militära vårdplatser och 90 civila vårdplatser som disponerades av landstinget. Den 27 december 1926, då Sveriges modernaste sjukhuset, eldhärjas sjukhuset svårt. Garnisonssjukhuset leddes först av en fästningsläkare direkt underställd kommendanten för Bodens fästning. År 1914 tillsattes en direktion med representanter för militären och landstinget. Från 1944 utvecklades sjukhuset till ett centrallasarett med huvudsakligen civila patienter. Garnisonssjukhuset avvecklades den 31 december 1956, dock kom sjukhuset från den 1 januari 1957 att drivas vidare som Länssjukhuset i Boden i Norrbottens läns landstings regi. Garnisonssjukhuset låg i korsningen Norrbottensvägen och Hedenbrovägen.

## Chefsläkare
- 1911–1923: ???
- 1923–1928: Torsten Eckman [4] [5]
- 1928–1940: ???
- 1940–1949: Torgil William Thorburn [6]
- 1949–1953: Nils Froste [7]
- 1953–1956: Fried Alvar Nilsson (tf.) [8]

## Namn, beteckning och förläggningsort
| Militärsjukhuset i Boden   | 1911-??-?? | – | 1936-12-31 |
| Garnisonssjukhuset i Boden | 1937-01-01 | – | 1956-12-31 |

| GSBod | 1937-01-01 | – | 1956-12-31 |

| Bodens garnison (F) | 1911-??-?? | – | 1956-12-31 |